# Castiarina balthasari
Castiarina balthasari es una especie de escarabajo del género Castiarina, familia Buprestidae. Fue descrita científicamente por Obenberger en 1928.